# Liber beneficiorum
Liber beneficiorum — книга бенефиций (от лат. beneficium — благодеяние), регистр (таблица, инвентаризационный список) имений, имущества и привилегий. Составлялся для статистических и налоговых целей.
Выписки из этой книги принимались гражданскими судами как правомочное доказательство во время имущественных споров.
Старейший известный польский реестр этого вида «Liber beneficiorum dioecesis Cracoviensis» (Книга бенефиций архиепархии (диоцеза) Кракова), составленная хронистом Яном Длугошем в 1470—1480 годах.
Его монументальная «Liber beneficiorum» содержит описание географии, экономики и общества Малой Польши XV века, имущества, принадлежащего Церкви, список епископов (включая Вроцлавских, Влоцлавецких и Познаньских), архиепископов (Гнезно и Кракова), а также жития святых (Станислава и Кинги).
Похожий реестр с подробным экономическим описанием гнезненской епархии под названием «Joannis de Lasco Liber Beneficiorum Archidioecesis Gnesnensis» был сделан Яном Ласким, архиепископом гнезненским и примасом Польши в 1510—1531 годах.